# 1255 год
1255 (ты́сяча две́сти пятьдеся́т пя́тый) год  по юлианскому календарю — невисокосный год, начинающийся в пятницу. Это 1255 год нашей эры, 5‑й год 6‑го десятилетия XIII века 2‑го тысячелетия, 6‑й год 1250‑х годов. Он закончился 770 лет назад.
| Пн | Вт | Ср | Чт | Пт | Сб | Вс |
|    |    |    |    | 1  | 2  | 3  |
| 4  | 5  | 6  | 7  | 8  | 9  | 10 |
| 11 | 12 | 13 | 14 | 15 | 16 | 17 |
| 18 | 19 | 20 | 21 | 22 | 23 | 24 |
| 25 | 26 | 27 | 28 | 29 | 30 | 31 |

| Пн | Вт | Ср | Чт | Пт | Сб | Вс |
| 1  | 2  | 3  | 4  | 5  | 6  | 7  |
| 8  | 9  | 10 | 11 | 12 | 13 | 14 |
| 15 | 16 | 17 | 18 | 19 | 20 | 21 |
| 22 | 23 | 24 | 25 | 26 | 27 | 28 |

| Пн | Вт | Ср | Чт | Пт | Сб | Вс |
| 1  | 2  | 3  | 4  | 5  | 6  | 7  |
| 8  | 9  | 10 | 11 | 12 | 13 | 14 |
| 15 | 16 | 17 | 18 | 19 | 20 | 21 |
| 22 | 23 | 24 | 25 | 26 | 27 | 28 |
| 29 | 30 | 31 |    |    |    |    |

| Пн | Вт | Ср | Чт | Пт | Сб | Вс |
|    |    |    | 1  | 2  | 3  | 4  |
| 5  | 6  | 7  | 8  | 9  | 10 | 11 |
| 12 | 13 | 14 | 15 | 16 | 17 | 18 |
| 19 | 20 | 21 | 22 | 23 | 24 | 25 |
| 26 | 27 | 28 | 29 | 30 |    |    |

| Пн | Вт | Ср | Чт | Пт | Сб | Вс |
|    |    |    |    |    | 1  | 2  |
| 3  | 4  | 5  | 6  | 7  | 8  | 9  |
| 10 | 11 | 12 | 13 | 14 | 15 | 16 |
| 17 | 18 | 19 | 20 | 21 | 22 | 23 |
| 24 | 25 | 26 | 27 | 28 | 29 | 30 |
| 31 |    |    |    |    |    |    |

| Пн | Вт | Ср | Чт | Пт | Сб | Вс |
|    | 1  | 2  | 3  | 4  | 5  | 6  |
| 7  | 8  | 9  | 10 | 11 | 12 | 13 |
| 14 | 15 | 16 | 17 | 18 | 19 | 20 |
| 21 | 22 | 23 | 24 | 25 | 26 | 27 |
| 28 | 29 | 30 |    |    |    |    |

| Пн | Вт | Ср | Чт | Пт | Сб | Вс |
|    |    |    | 1  | 2  | 3  | 4  |
| 5  | 6  | 7  | 8  | 9  | 10 | 11 |
| 12 | 13 | 14 | 15 | 16 | 17 | 18 |
| 19 | 20 | 21 | 22 | 23 | 24 | 25 |
| 26 | 27 | 28 | 29 | 30 | 31 |    |

| Пн | Вт | Ср | Чт | Пт | Сб | Вс |
|    |    |    |    |    |    | 1  |
| 2  | 3  | 4  | 5  | 6  | 7  | 8  |
| 9  | 10 | 11 | 12 | 13 | 14 | 15 |
| 16 | 17 | 18 | 19 | 20 | 21 | 22 |
| 23 | 24 | 25 | 26 | 27 | 28 | 29 |
| 30 | 31 |    |    |    |    |    |

| Пн | Вт | Ср | Чт | Пт | Сб | Вс |
|    |    | 1  | 2  | 3  | 4  | 5  |
| 6  | 7  | 8  | 9  | 10 | 11 | 12 |
| 13 | 14 | 15 | 16 | 17 | 18 | 19 |
| 20 | 21 | 22 | 23 | 24 | 25 | 26 |
| 27 | 28 | 29 | 30 |    |    |    |

| Пн | Вт | Ср | Чт | Пт | Сб | Вс |
|    |    |    |    | 1  | 2  | 3  |
| 4  | 5  | 6  | 7  | 8  | 9  | 10 |
| 11 | 12 | 13 | 14 | 15 | 16 | 17 |
| 18 | 19 | 20 | 21 | 22 | 23 | 24 |
| 25 | 26 | 27 | 28 | 29 | 30 | 31 |

| Пн | Вт | Ср | Чт | Пт | Сб | Вс |
| 1  | 2  | 3  | 4  | 5  | 6  | 7  |
| 8  | 9  | 10 | 11 | 12 | 13 | 14 |
| 15 | 16 | 17 | 18 | 19 | 20 | 21 |
| 22 | 23 | 24 | 25 | 26 | 27 | 28 |
| 29 | 30 |    |    |    |    |    |

| Пн | Вт | Ср | Чт | Пт | Сб | Вс |
|    |    | 1  | 2  | 3  | 4  | 5  |
| 6  | 7  | 8  | 9  | 10 | 11 | 12 |
| 13 | 14 | 15 | 16 | 17 | 18 | 19 |
| 20 | 21 | 22 | 23 | 24 | 25 | 26 |
| 27 | 28 | 29 | 30 | 31 |    |    |

## События

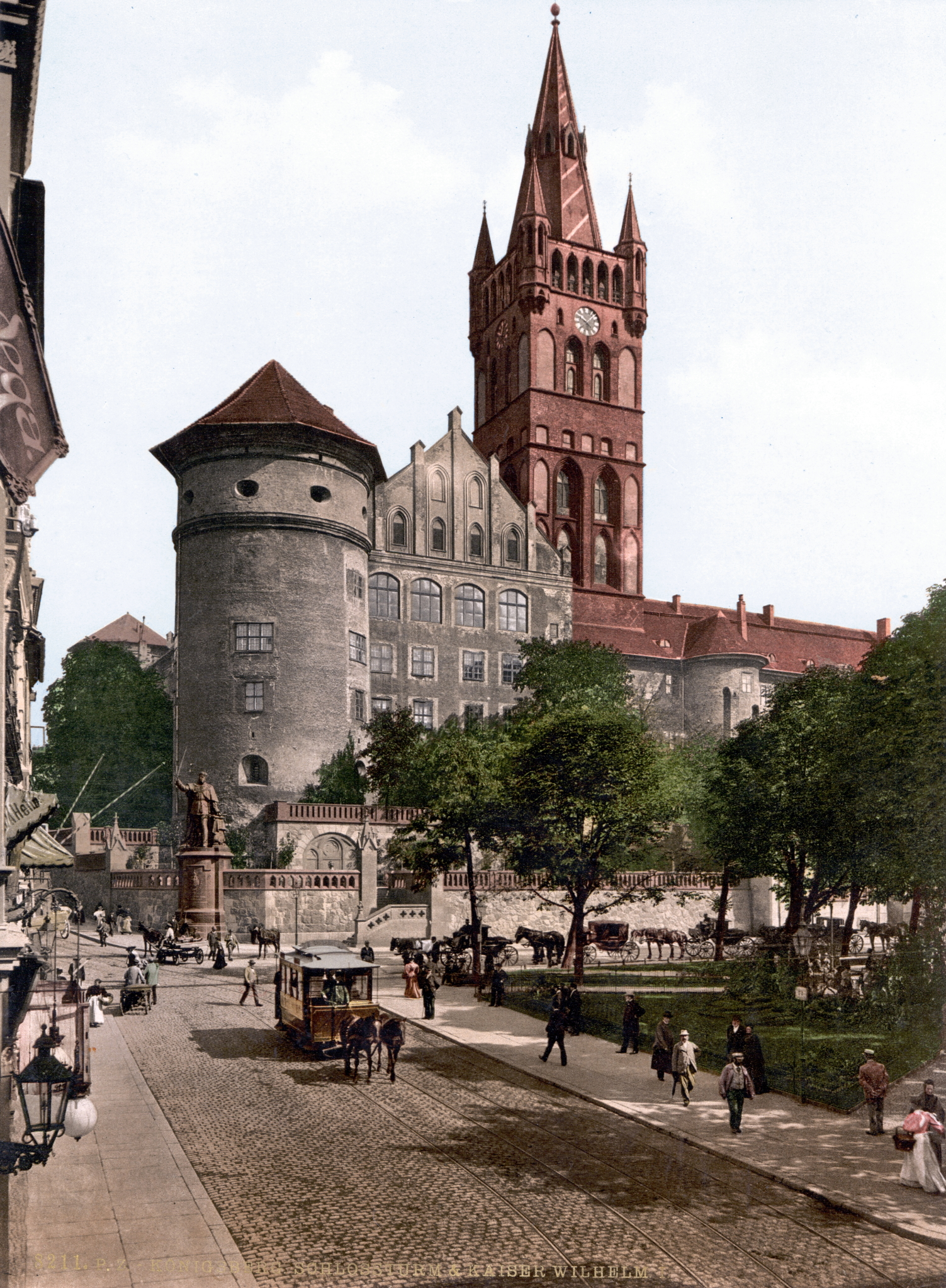
Замок Кёнигсберг, заложенный в 1255 году

- 1247—1264 — война за тюрингское наследство. Военный конфликт за право наследования земель пресекшейся династии Людовингов между родственниками ландграфского дома по женской линии[1].
- Январь — крепость Зугурби занята отрядом чешских рыцарей короля Пржемысла II Отокара[2].
- Июнь — Битва при Брин-Деруин: Лливелин ап Грифид победил своих братьев Давида и Оуайн Гоха и остался единственным правителем Гвинеда.
- Лето — Рубрук отправился в обратное путешествие. Октябрь — Рубрук в Сарай-Бату. Отсюда двинулся на юг через Дербентские ворота, по долине Аракса, пересек Малую Азию и вышел к Средиземному морю.
- Борьба между Кылыч — Арсланом IV и его братом Кей — Кавусом II за престол Румского султаната.
- Папа Римский назначил епископа Литовским тесно связанного с Миндовгом бывшего священника Ливонского ордена Христиана, который подчинялся непосредственно папе Римскому. Папа Александр IV спецециальным документом разрешил короновать сына Миндовга (имя не указано), что укрепляло статус Литвы, как королевства. Крещение и коронация позволили Миндовгу утвердиться в качестве самостоятятельного правителя среди христианских королей Европы, а также выделиться из числа других       князей, претендовавших на власть внутри страны. Миндовгу удалось консолидировать политическую элиту страны, признавшие его верховную власть, прежние князья стали его вельможами[3].
- За посредничество при принятии крещения и получении короны Миндовг вознаградил Ливонский орден, пожаловав ему права (в частности, получать ленные владения от литовских вельмож) и земли, расположенные между Литвой и Орденом. Хотя часть документов Миндовг о пожалованиях Ордену в современной историографии считается фальсификатом, аутентичность нескольких из них не вызывает сомнений (в оригинале сохранился документ 1255 о пожаловании Селонии, однако привешенная к нему печать является фальсификатом XIV века). Земли ятвягов и Жемайтии Миндовг пожаловал Ордену с условием, что тот будет поддерживать его против всех врагов веры, что означало      политический союз Литвы и Ордена, направленный против соседних русских земель и монголо-татар[3].
- Мюнхен становится резиденцией Виттельсбахов.
- Тевтонский орден завладел Земландским полуостровом[4].
- Рыцарями Тевтонского ордена в ходе завоеваний земель пруссов, на месте сожжённого прусского города Тувангесте, основали замок Кёнигсберг (ныне — Калининград)[5].

### Монгольская империя
- 1252—1279 — Монгольское завоевание империи Южная Сун[6].
- 1253—1256 — поход монголов против низаритов. Военная кампания организована великим ханом Мункэ и велась его братом Хулагу. По итогу походов против низаритов и завоевания Аббасидского халифата монголами было основано Государство Хулагуидов[7].
- 1254—1255 — кашмирцы подняли восстание против монголов, которое было подавлено. После этого, монголы временно прекратили крупные операции против Индии, и её правители использовали это для возвращения захваченных территорий, а также для увеличения обороноспособности. Султан Ала уд-Дин Хальджи в 1290 — 1300-х годах ввёл «мобилизационную экономику» и усилил армию, во многом по образцу монгольской организации[8].

## Русь
Правление: 1252—1263 — Александр Ярославич Невский
- Январь —  Ярослав Ярославич опасаясь мести со стороны брата Александра Ярославича за союз с братом Андреем Ярославичем (после 06 января), бежит в Ладогу, в начале весны того же года садится на княжение во Псков[9].
- В Великом Новгороде одерживает победу верх группировка "меньших" (по историку В.Л. Янину, это та часть новгородских землевладельцев-вечников, которые не обладали правом участия в высшем республиканском управлении и противостовлялись "вятшим" или "великим" боярам, желавшим избавиться от правления Александра Невского)[9].
- Новгородцы восстали против политики Александра Невского. Они выгнали с княжения его старшего сына Василия Александровича, пригласив на княжение из Пскова Ярослава Ярославича (в конце весны), на что Невский собрал войска, но дело разрешилось миром. Ярослав был вынужден покинуть Новгород, а на княжение вернулся Василий, произошла смена посадника, к управлению Новгородом пришли люди лояльные Александре Невскому[10].
- Александр Невский пресёк попытку шведов построить опорную крепость на восточном, принадлежавшего Новгороду берегу реки Наровы[10].
- Александр Невский предпринял поход в Копорье, а оттуда отправился в завоеванную шведами за 7 лет до этого, землю еми[10].
- Новый золотоордынский правитель хан Берке (с 1255) ввёл на Руси общую для покорённых земель систему обложения данью.
- Весна — Даниил Галицкий заключает мир с литовским королём Миндовгом и его сыном Войшелком[11].
- Миндовг примирился с князем Даниилом Романовичем и передал ему в управлении его сыну Роману Даниловичу, как своему вассалу, Новогрудок, а за другого сына Шварна Данииловича, выдал замуж свою дочь[3].
- По договору 1255 года все земли Чёрной Руси отошли под власть Даниила Галицкого.
- Даниил Галицкий в союзе с Миндовгом организуют широкое наступление против татаро-монгол на Киевщене, в результате которого были разрушены "все города сидящие за татары"[11].
- Даниил и Василько Романовичи нанесли удар по Болховской земле и ряду других пограничных со степью территорий.
- Лето — Даниил Романович вместе с сыном Львом Даниловичем идёт к г. Возвыглу и берут его. Получив свою часть пленных, возвращаются домой[12].
- Осень — Изяслав Мстиславич подступает к Галичу. Даниил Галицкий посылает оборонять город своего сына Романа Даниловича, недавно вернувшегося из Австрии[11].
- Конец года — владения Даниила Галицкого подверглись нападению татарского воеводы Куремса. Сам Даниил находился в это время в г. Холм-Волынский и посылает за сыном Львом, собираясь вступить в бой с татарами, но пожар в Холме удерживает его[11][12].
- Конец года — ответные действия ордынцев на военные успехи русских князей в Болховской земле. Неудачная битва под стенами Владимиро-Волынского и у моста города Луцк. В результате ордынцами были разорены сельская округа Владимира-Волынского и Луцка. Отказ Коренцы от наступления из-под Луцка вглубь Галицко-Волынской земли[13].

## Начало правления
См. также: Список глав государств в 1255 году
- 1255—1270 — Царь Мали Ули.

## Родились
См. также: Категория:Родившиеся в 1255 году
- Альбрехт I (король Германии).
- Андрей Александрович Скоросый — третий сын Александра Невского[14].

## Скончались
См. также: Категория:Умершие в 1255 году
- Князь Константин Ярославич.
- Хан Батый.